# Contra l'invasor
Contra l'invasor és una escultura en guix de Miquel Blay de l'any 1891 que es conserva al Museu d'Art de Girona. El 2009 se n'instal·là una còpia en bronze al carrer en commemoració del bicentenari dels setges de Girona i dels setanta anys de l'execució de Carles Rahola.

## Descripció
L'escultura, de mides naturals, representa un jove dempeus i nu, amb les cames separades, el cos en torsió i els braços i mans quasi junts. En actitud tensa, sembla estar en posició defensiva. S'hi endevina, a la mà dreta, la punta d'una llança trossejada. L'escultor representa així el concepte genèric de l'heroisme, d'autodefensa contra l'estranger, contra el domini de l'invasor. Heroisme representat com a símbol, com a idea abstracta o valor i, en aquest cas, fa referència al coratge i a la determinació dels herois gironins que amb el sacrifici de la vida van defensar el 1809 la seva ciutat, present al·legòricament a l'obra, en les restes d'un pilar.
Contra l'invasor és una escultura de composició elegant, acurada en els acabats i delicada en les línies que conformen els perfils del modelat, la qual cosa imprimeix a l'estil escultòric quelcom de la subtil sensibilitat que Blay donarà a conèixer l'any següent amb el reconegut Els primers freds, guardonat amb el primer premi a l'Exposició Nacional de Belles Arts de Madrid l'any 1892. En ambdues obres Blay inclou motius vegetals, un tret freqüent en l'escultura de l'època.